# Królowie przeklęci
Królowie przeklęci – cykl siedmiu powieści historycznych autorstwa Maurice’a Druona, publikowanych w latach 1955-1977. Na język polski cały cykl przetłumaczyła Anna Jędrychowska.

## Skład cyklu
Cykl obejmuje 7 powieści:
I. Król z żelaza (Le Roi de fer)
II. Zamordowana królowa (La Reine étranglée)
III. Trucizna królewska (Les Poisons de la couronne)
IV. Prawo mężczyzn (La Loi des mâles)
V. Wilczyca z Francji (La Louve de France)
VI. Lew i lilie (Le Lis et le Lion)
VII. Kiedy król gubi kraj (Quand un Roi perd la France)

## Fabuła
Opisywane historie mają miejsce podczas panowania ostatnich pięciu Kapetyngów i dwóch pierwszych Walezjuszów, od króla Filipa IV Pięknego do króla Jana II Dobrego. Przez wszystkie części przewija się wątek wysiłków Roberta III d’Artois w celu odzyskania hrabstwa Artois od swojej ciotki, Mahaut d’Artois.

## Seriale telewizyjne
Cykl Królowie przeklęci był dwukrotnie adaptowany na potrzeby serialu telewizyjnego. Po raz pierwszy ekranizacji dokonała francuska telewizja w latach 1972–1973. W roku 2005 powstał remake serialu w koprodukcji francusko-włoskiej w reżyserii Josée Dayan, z którym wystąpili Philippe Torreton i Jeanne Moreau.